# إكسترا لايف
إكسترا لايف (بالإنجليزية: Extra Live) هي قناة فضائية إخبارية مصرية وإحدى قنوات المتحدة للخدمات الإعلامية، تُبث على القمر الصناعي المصري نايل سات، انطلقت في 17 أكتوبر 2022، وهي قناة فرعية لقناة إكسترا نيوز الإخبارية، مختصة بالبث الحي المباشر لكل الأحداث الإخبارية سواء داخل مصر أو خارجها، وتقديم التغطيات الصحفية والحوارات السياسية كما تخصص فقرة لعرض الأفلام الوثائقية، يقع مقرها الرئيسي بمدينة الإنتاج الإعلامي بالسادس من أكتوبر في محافظة الجيزة المصرية.